# Eumacrodes semidecora
Eumacrodes semidecora là một loài bướm đêm trong họ Geometridae.